# Euryphura conformis
Euryphura conformis är en fjärilsart som beskrevs av Van Someren 1939. Euryphura conformis ingår i släktet Euryphura och familjen praktfjärilar. Inga underarter finns listade i Catalogue of Life.